# Anitys
Anitys is een monotypisch geslacht van kevers uit de familie van de klopkevers (Anobiidae).

## Soort
- Anitys rubens (Hoffman, 1803)